# Muntele de Sare Slănic Prahova
Muntele de Sare Slănic Prahova (monument al naturii) este o arie protejată de interes național ce corespunde categoriei a III-a IUCN (rezervație naturală, tip geologic), situată în județul Prahova, pe teritoriul administrativ al orașului Slănic Prahova.
Rezervația naturală are o suprafață de 2 ha, și reprezintă un monument natural format prin prăbușirea unei galerii de exploatare a sării (odată cu aceasta antrenând o alunecare de teren și dezgolind muntele), alcătuit din masivul de sare și lacul din mijlocul acestuia.
Muntele de sare a fost afectat gradual, inițial ca urmare a Cutremurului din 4 martie 1977, în urma căruia au rezultat fisuri pe latura estică. În timp, s-a incercat prevenirea apariției fisurilor și consolidarea structurii prin montarea de stâlpi de beton în sare și montarea unor ancore cu cabluri de oțel, însă fără succes. La 28 mai 1993, latura sud-vestică a muntelui se prăbușește, iar la 20 iunie 1999, din cauza precipitațiilor abundente, laturile sudice și estice ale Muntelui de Sare se prăbușesc în întregime. În 2006, tot ca urmare a precipitațiilor abundente, o altă latură a muntelui se prăbușește. Ca urmare a acestor evenimente, apele lacului Grota Miresei au fost acoperite.